# ジーノ・カリア
ジーノ・カリア（Gino Caria、1950年代（生年月日不詳） - 1997年11月14日）は、イタリアのユーロビートミュージシャン、作曲家、音楽プロデューサー。

## 経歴
マウロ・ファリーナやデイヴ・ロジャースらが台頭していたTIME RECORDS(以下、TIME)内でも、裏方として活躍し、主にサンドロ・オリーヴァとタッグを組んで活動する。
やがて、デイヴが新設したA-BEAT Cの旗揚げメンバーとして参加し、アーティストとしては「I WANNA BE YOUR SUPERMAN / GINO CARIA」などでヴォーカルを担当し、ソングライターとしては「BAD LOVE / ANNALISE」や「VICTIME OF LOVE / DAVID ESSEX」などの楽曲を手掛けるなど、歌唱・楽曲制作の双方で活動する。同時期には、フリーのコラボレーターとしてTIMEなど複数の他レーベルにも時折楽曲提供を行っていたが、1992年前後より再びTIMEを活動拠点とするようになる。ただし、TIME復帰後もヴォーカリストとしては引き続き、アンドレア・レオナルディが制作した楽曲を中心に、自身のレーベルを設立する1995年まで関わり続けた。
TIME復帰後は、数多くの名義でのヴォーカルを担当し（下記LOU GRANT、FRANK TORPEDOなど）、作詞・作曲にも大きく貢献。ローラン・ジェルメッティが一時離脱した1994年ごろには、セルジオ・ダローラやクララ・モローニなどと共に、積極的に楽曲制作に関わっていた。「SEB　Vol.60」では、FRANK TORPEDOとしてエイベックスのインタビューに応じており、1995年に開催されたライヴでは、自身がFRANK TORPEDOとして出演して楽曲を歌唱した。
1995年、念願だった自身のレーベルであるVIBRATIONを、中堅レコード会社・LED RECORDS代表者であったルイージ・スタンガの協力を得て設立。弟子であるアルベルト・フェラーリスやダヴィデ・ディ・マルカントーニオ、そしてフェラーリスの友人で以前よりコンポーザーとしての名声を得ていたステファノ・カスターニャ・エヴェリーナ・ソメンツィ夫妻が参加。この頃の一部楽曲のプロデューサー欄には「GHINES」と表記されていた。楽曲の評価も良く、順風満帆かと思われたが、このときより肺癌の病状が悪化しており、病魔と闘いながらも楽曲制作を続けた。しかし、1997年の春に病状が悪化したことで完全に一線を退いた後、同年内に45歳で死去した。
既に死後20年以上経った現在でも、彼の力強いヴォーカルには数多くのファンが魅了されている。ただそれだけではなく、作曲家としての彼も非常に高い評価を得ている。「LET'S DO IT AGAIN / MORENO」や「I WANNA BE YOUR SUPER MAN / GINO CARIA」などに見られる独特の作風も好評であった。
また、TIME時代にリリースした「MAHARAJA NIGHT / LOU GRANT」「PARA PARA PARA NIGHT / FRANK TORPEDO」が、当時のヴォーカルのままそれぞれリメイクされている。彼がTIME、VIBRATIONでヴォーカルを務めた名義の多くはディ・マルカントーニオが後任を担当しているが、一部のアーティスト名義は、クラウディオ・マニャーニ、ジャンニ・コライーニなどに引き継がれている。A-BEAT Cでジーノが使用していた名義は「EDO」を除いて、トマス・マリンに引き継がれている（「TNT / DERRECK SIMONS」のみMaurizio De Jorioが担当した）。
なお、息子であるジャコモ・カリアは、A-BEAT Cより本名および「G.CARIA」名義で計2曲楽曲を発表している。

## ヴォーカルを務めた主な代表曲
TIME RECORDSレーベル
- LOVE FOR MONEY / FRANK TORPEDO
- BANG BANG / FRANK TORPEDO
- WHAT KIND OF CURE / LOU GRANT
- FUNKY LADY / LOU GRANT
- ARE YOU READY / TOBY ASH
- SOUND OF MY HEART / DAVE HAMMOND
- HOT GIRL / DR.MONEY
- BANG BANG FOR YOUR LOVE / CHESTER
- NOBODY KNOWS / GINO CARIA
- START / DE NIRO
- PARA PARA PARA NIGHT / FRANK TORPEDO
- BAD BOY / CHESTER
- BOOM BOOM PARA PARA /LOU GRANT
- MAHARAJA NIGHT / LOU GRANT
- ROPPONGI NIGHTS / DR.MONEY
- HI-HI FRANKENSTEIN / FRANK TORPEDO
- KILLER IN NEW YORK / DR.MONEY
- LOVE MACHINE / ROBERT PATTON
- MUSIC IS THE FREEDOM FOR THE NATIONS / FRANK TORPEDO
- TOKYO GUYS / ATRIUM
- BOOM BOOM PARA PARA / LOU GRANT

A-BEAT Cレーベル
- I WANNA BE YOUR SUPERMAN / GINO CARIA
- YOU REALLY GOT ME / EDO
- WHY BABE WHY / JOE FOSTER
- STRANGER / EDO
- ROCK'N ROLL SUPERSTAR / MIKE SKANNER
- DOCTOR AND THE MEDIC / DERRECK SIMONS
- MONEY FOR NOTHING / MIKE SKANNER
- DANCE THE NATION / EDO
- BABY C'MON / MIKE SKANNER
- BORN TO BE WILD / EDO
- TOO YOUNG TO FALL IN LOVE / EDO

VIBRATIONレーベル
- FLIPPIN' OUT / JACKIE'O
- HARD BODY / JIMMY BRAVO
- DIABLO MAN / JIMMY BRAVO
- BIG MIG / JACKIE'O

所属していたレーベルはとても多いので、他にも様々な名義を持っている。